# Milton (Cambridgeshire)
Milton település az Egyesült Királyságban, Kelet-Angliában, Cambridge ÉK-i határában. Lakossága közel 4700 fő volt 2011-ben.